# Рехтин, Сергей Валентинович
Серге́й Валенти́нович Ре́хтин (12 сентября 1974, Барнаул) — российский футболист, защитник, тренер.

## Биография
Воспитанник барнаульского футбола. Первым тренером был Валерий Николаевич Белозёрский. Начал карьеру в клубе «Политехник-92». Стал в его составе в 1993 году третьим призёром 7-й зоны Второй лиги. В 1995 году перешёл в барнаульское «Динамо». В этой команде стал серебряным призёром зоны «Восток» в 1995 году. В середине 2000 года перебрался в команду Первого дивизиона «Томь». Пока главным тренером был Владимир Пузанов, Рехтин нечасто появлялся в стартовом составе. С приходом Валерия Петракова стал игроком «основы». В 2002 и 2003 годах в составе «Томи» становился бронзовым призёром Первого дивизиона. В 2004 году добыл вместе с клубом под руководством своего земляка Александра Гостенина путёвку в Премьер-лигу. Самым памятным матчем за «Томь» считает встречу с «Анжи», победа в которой со счётом 4:2 позволила томскому клубу обеспечить себе место в элите российского футбола. В 2005 году состоялся дебют в Премьер-лиге. В 2007 году покинул «Томь» и вернулся в Барнаул, перейдя в «Динамо». Помог команде выйти в Первый дивизион. Но в 2008 году «Динамо» выбылo обратно во Второй дивизион. После этого завершил карьеру.
С сентября 2010 года являлся тренером барнаульского «Динамо».
С 2012 года тренирует команду СДЮШОР «Динамо-Барнаул»-2007 г.р.